# Le Mystère de Hunter's Lodge
Pour le téléfilm, voir Le Mystère de Hunter's Lodge (téléfilm).
Le Mystère de Hunter's Lodge (The Mystery of Hunter's Lodge) est une nouvelle policière d'Agatha Christie mettant en scène le détective belge Hercule Poirot.
Initialement publiée le 16 mai 1923 dans la revue The Sketch au Royaume-Uni, cette nouvelle a été reprise en recueil en 1924 dans Poirot Investigates au Royaume-Uni. Elle a été publiée pour la première fois France dans la revue Club des masques en août 1933, puis dans le recueil Les Enquêtes d'Hercule Poirot en 1968.

## Résumé
Roger Havering vient voir Hercule Poirot au sujet de la mort criminelle de son oncle, Harrington Pace, qui a été tué d'une balle dans la tête. Poirot, cloué au lit par la grippe, envoie Hastings enquêter sur les lieux. Arrivé dans la demeure du défunt, Hastings rencontre l'inspecteur Japp, qui mène son enquête. La femme de chambre est entendue : elle explique que la veille au soir, un homme assez grand portant une barbe noire est venu, qu'il a eu un entretien avec la victime, qu'elle a ensuite entendu une détonation. Roger Havering puis son épouse Zoé sont entendus, et confirment les déclarations de l'employée. L'inspecteur Japp, qui constate la disparition d'un des pistolets de la victime dans le bureau, ordonne qu'on tente d'arrêter cet homme. Hastings télégraphie son rapport à Poirot, qui répond rapidement qu'il faut immédiatement arrêter la femme de chambre. Japp se précipite au manoir : cette femme est partie peu de temps auparavant... L'arme qui a servi au meurtre est retrouvée. Poirot explique alors à Hastings que le meurtrier n'est ni l'homme à barbe noire, ni la femme de chambre, mais les époux Havering ! Mme Havering s'est déguisée en femme de chambre (qui n'a donc jamais existé) avant d'être interrogée par Japp et Hastings ; l'homme à la barbe noire est une pure invention ; l'arme a été déposée par Roger dans un endroit où on la trouverait facilement ; le couple a créé cette histoire afin de ne pas être soupçonné du meurtre, puisqu'ils étaient les suspects évidents. Poirot souligne qu'il ne dispose d'aucune preuve pour arrêter les coupables

## Publications
Avant la publication dans un recueil, la nouvelle avait fait l'objet de publications dans des revues, dans la série « The Grey Cells of Mr Poirot I » :
- le 16 mai 1923, au Royaume-Uni, dans le no 1581 (vol. 122) de l'hebdomadaire The Sketch[1],[2] ;
- en juin 1924, aux États-Unis, sous le titre « The Hunter's Lodge Case », dans le no 2 (vol. 39) de la revue Blue Book Magazine[1] ;
- en août 1933, en France, dans le no 19 de la revue Club des masques[3] ;
- en décembre 1958, en France, sous le titre « Enquête télégraphique », dans le no 131 de la revue Mystère magazine[3].

La nouvelle a ensuite fait partie de nombreux recueils :
- en 1924, au Royaume-Uni, dans Poirot Investigates[1],[4] (avec 10 autres nouvelles) ;
- en 1925, aux États-Unis, dans Poirot Investigates[1] (avec 13 autres nouvelles, soit 3 supplémentaires par rapport au recueil britannique) ;
- en 1968, en France, dans Les Enquêtes d'Hercule Poirot[3] (recueil ne reprenant que 9 des 11 nouvelles du recueil britannique).

## Adaptation
- 1991 : Le Mystère de Hunter's Lodge (The Mystery of Hunter's Lodge), téléfilm britannique de la série télévisée Hercule Poirot (30e épisode, 3.11), avec David Suchet dans le rôle principal.